# Terror còsmic
El terror còsmic o terror lovecraftià és un subgènere pertanyent al gènere de ficció de terror que cerca generar la por a través de qüestionar la pròpia existència d'un mateix. És un subgènere que ha vist la seva major exposició en format de ficció literària, amb cèlebres autors com H.P Lovecraft, Thomas Ligotti o Arthur Machen, però que s'ha mostrat també en diversos altres formats artístics amb gran èxit, de mans de pintors com Zdzisław Beksiński, cineastes com Stanley Kubrick i Frank Darabond i dibuixants com Junji Ito, i fins i tot en videojocs de companyies com The Games Kitchen o From Software.

## Definició
Separar el terror còsmic de la literatura de Lovecraft ha esdevingut impossible, ja que és aquest autor qui dona plena forma al subgènere i és al voltant de la seva obra que s'erigiran les subseqüents visions d'aquest gènere particular del terror. A la seva antologia The outsider and Others, publicada al 1939, Lovecraft inicialment defineix la seva literatura com a centrada en "la por al còsmic", diferenciant-la del terror físic o el gore. En aquest context, còsmic esdevenia un sinònim contextual per "supernatural", on s'establia un estat piscològic específic envers allò supernatural, que Lovecraft explica com "Aquella concepció terrible del cervell humà - una maligna i particular suspensió d'aquelles lleis fixes de la Natura que són les nostres úniques salvaguardes contra les agressions del caos i els dimonis de l'espai inexplorat". Cal destacar que els "dimonis" als que fa referència l'autor s'allunyen força de la concepció judeocristiana d'aquests i cerca la concepció platònica com a forces de poder pur més lligades al coneixement que al mal (una diferència més fàcilment apreciable a la cita original en anglès).
Finalment, serà aquest el pilar sobre el qual se sostindrà tant l'obra de Lovecraft com la dels autors que el seguiran, el coneixement; la seva mancança i el seu excés. La visió del periodista De Quincey esdevindria central per a la futura comprensió d'aquest pilar del terror còsmic, on s'entén que la nostra consciència basada en els cinc sentits és cega i requereix alguna mena d'intervenció extraordinària perquè se'ns reveli la realitat rere les aparences del món quotidià; la nostra ment és incapaç de comprendre la realitat de l'espai i el temps del cosmos, indescriptibles en paraules. S'entén aleshores el terror còsmic com l'esforç per donar forma a aquest coneixement "indescriptible", a un món més enllà dels nostres sentits que és sempre present.
El component de "terror" per a la majoria d'autors del gènere vindrà de la impossibilitat dels seus personatges de combatre el món del més enllà.
En l'obra de Lovecraft veiem una llarga llista d'entitats pertinents a una altra realitat que són descrites com a tan superiors a l'ésser humà que tan sols el coneixement de la seva existència és prou per acabar amb la ment dels desafortunats personatges que es troben al seu camí, i tot intent d'interactuar en qualsevol capacitat amb elles és fútil. Thomas Ligotti, també escriptor, li donaria un gir propi, exposant als seus personatges a situacions de caràcter supernatural, però no necessàriament de mans d'una entitat concreta, on la fi del personatge ha quedat decidida el moment en què "allò" supernatural ha esdevingut.
Altres autors oferiran la seva pròpia visió del gènere i el representaran a través de diferents formats, però en tots el terror gira al voltant d'un sol eix, la incapacitat de l'humà de combatre allò que la seva ment no pot concebre.

## Autors

### Literatura
- Thomas Ligotti
- Arthur machen
- Laird Barron
- H.P Lovecraft
- Mark Z. Danielewsky
- William Hop Hogson
- Jeff Vandermee

### Còmic
- Tsutomu Nihei
- Junji Ito
- Saladdin Ahmed

### Cinema
- Stanley Kubrick
- Frank Darabond
- Ridley Scott
- John Carpenter
- Higuchinsky
- Nic Pizzolato
- Drew Goddard
- Alex Garland

### Pintura/fotografia
- Zdzisław Beksiński

### Videojocs

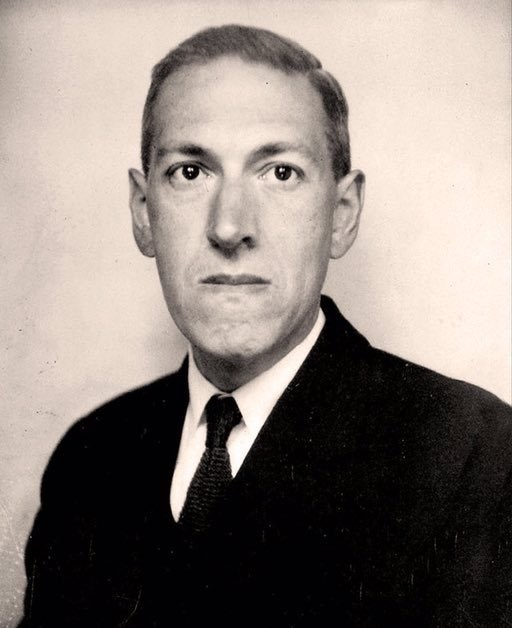
H. P. Lovecraft, juny 1934

- The last door
- Bloodborne
- Darkest Dungeon
- Darkwood
- The sinking city